# Jorge Arturo Colorado
Jorge Arturo Colorado Berríos (San Salvador, 16 de septiembre de 1971) es un antropólogo, profesor universitario, investigador y divulgador científico salvadoreño.
Realizó estudios de antropología en la Universidad Tecnológica de El Salvador.  Es miembro y presidente de la Asociación Salvadoreña de Astronomía,  ha realizado estudios en arqueoastronomía en Sitio Arqueológico de Cihuatán (San Salvador) y San Andrés (La Libertad).
Ha escrito artículos de promoción de la ciencia en Diario El Mundo, en el periódico digital El Faro, El Diario de Hoy y en La Prensa Gráfica de El Salvador.
Colaborador del Planetario del Museo de Niños Tin Marin.
Realizó estudios en migrantes salvadoreños en los Estados Unidos, en el área de Nueva York.

## Obra
La obra de Jorge Colorado comprende:
- Etnografía de Salvadoreños Migrantes en New York (San Salvador 2007). http://www.libreroonline.com/el-salvador/libros/1538/colorado-berrios-jorge-arturo/etnografia-de-salvadorenos-migrantes-en-brentwood-y-hempstead-new-york.html
- La Luna en los Izalcos (San Salvador 2008). http://www.culturacentroamericana.info/el-salvador/mediateca-virtual/documentos/doc_details/17-la-luna-de-los-izalcos (enlace roto disponible en Internet Archive; véase el historial, la primera versión y la última).
- Cuentos de estrellas “Los ojos de Santa Lucía”  CSIC – UNAWE España  (España, traducción Inglés, Francés, Español, Catalán). http://es.unawe.org/resources/books/cuentosdeestrellas/ (enlace roto disponible en Internet Archive; véase el historial, la primera versión y la última).
- BLOG: El Antropólogo Inocente http://astroantropologo.blogspot.com/
- BLOG: Scientia LPG http://blogs.laprensagrafica.com/scientia/

- Datos: Q11073074